# ارنست لوتار
ارنست لوتار (انگلیسی: Ernst Lothar; ۲۵ اکتبر ۱۸۹۰ – ۳۰ اکتبر ۱۹۷۴) نویسنده و کارگردان اهل اتریش بود.